# 物理主義
物理主義（ぶつりしゅぎ、英: Physicalism）は、あらゆるものは物理的であるとする哲学上の立場。椅子や机や石ころのように一般に物理的対象と考えられているもののみならず、価値、意味、知識、心など一般にあまり物理的とは考えられていないようなものまで含め、あらゆる物事について、それは物理的である、と考えるのが物理主義である。世界は心的なものからなっていると考える観念論や、世界は心的なものと物的なものの二種類からなっていると考える二元論などと対立する。
唯物論（英: Materialism）と類似する点は多いが、（物理学への還元のように）その主張内容は必ずしも同一ではない。論理実証主義者らは、あらゆる個別科学（の命題）は物理学に還元可能である、という形で物理主義を論じた。物理主義という言葉はオットー・ノイラートによって最初に定義された。

## 概説
物理主義の立場は「すべては物理的である」（Everything is physical）という標語に代表される。この標語の中に現れる二つの単語「すべて」と「物理的」、この二点についてどういう考え方を取るかによって、物理主義には様々なバリエーションが生まれる。

## 議論

### 心の哲学
当節では心の哲学の領域における物理主義の主張について概説する。
心の哲学において、20世紀初頭にまず心は物理的であるか、という問題が論じられた。物理主義的な立場から実体二元論的な考えが批判され、デカルト的な心についての考えが「機械の中の幽霊（英語版）」といった形で批判を受けた。
20世紀中盤に志向性の問題が論じられた。志向性を物理主義的に扱うことができるのか、という問題が論じられた。
20世紀末ごろからは、心の哲学の分野の主要な争点が、「意識」に移った。コリン・マッギンの新神秘主義やデイヴィッド・チャーマーズの自然主義的二元論など、世界の全てが法則に従う自然的なものであると主張しながら物理主義を攻撃するタイプの二元論が現われてきた。
つまり世界の全てが法則に従う自然的なものであるという点で物理主義と軌を一つにしながら、現在の物理学の枠内では現象意識やクオリアの問題は扱えない、という形で、物理主義と対立する二元論が現われてきた。こうした対立図式の中では、旧来物理主義と呼ばれてきた立場は単に唯物論の意味しか持たない。そのため日本語圏の訳書ではphysicalismの立場が物的一元論と表現されることもあるし、ガレン・ストローソンのように現代の物理主義は物理主義というより物理学主義（physicSalism）と呼んだほうが適切だ、と主張する例も見られる。
物理的（physical）なものとは何か、この定義によって物理主義の立場がどういうものかが決まることになるが、この点がハッキリと定義されることはあまりない。この定義次第で、物理主義はかなり広い範囲の立場を含むことが可能である。例えば極端な例として、ガレン・ストローソン（一般に性質二元論または中立一元論に分類される）のように、汎心論を唱えつつ自身の立場を物理主義と形容する事もある。
一般的には現在の理論物理学のなかに出てくるものの実在だけを認める立場が物理主義なのだと考えておけばおおよそ間違いない。
つまり現代の心の哲学の文脈で言うと、意識の問題（意識のハードプロブレム）に関して、存在論的に保守的な形で解決を目指す立場が、物理主義である。
- 行動主義
- 同一説
- 機能主義

物理主義に対する批判はもっぱら、現象的意識、主観的体験、クオリアなどと呼ばれる意識の主観的側面について、物理主義の範囲内ではうまく扱いきれないのではないか、という点に集中する。
こうした議論の例として次のようなものがある。
- コウモリであるとはどのようなことか
- 知識論証（「マリーの部屋」とも言う）
- ゾンビ論法

知識論法は1982年にフランク・ジャクソンによって提唱された論法で、この世界に関しての全ての物理的な知識を得たとしても、まだ知らない事が残ってしまう、だから物理主義は誤りだ、という論証。
ゾンビ論法は、1996年にデイヴィッド・チャーマーズによって提唱された論法で、物理的な側面に関して全く同一だが、現象的な意識を欠く世界を想像できる、だから現象的意識は物理的なものに論理的に付随しているわけではない、ゆえに物理主義は間違っている、という論証。